# Juego caliente
En la teoría de juegos combinatorios, una rama de las matemáticas, un juego caliente es aquel en el que cada jugador puede mejorar su posición haciendo el siguiente movimiento. 
Por el contrario, un juego frío es aquel en el que cada jugador solo puede empeorar su posición haciendo el siguiente movimiento. Los juegos fríos tienen valores en números surreales y, por lo tanto, pueden ordenarse por valor, mientras que los juegos calientes pueden tener otros valores.

## Ejemplo
Considérese un juego en el que los jugadores eliminan alternativamente fichas de su propio color de una mesa, el jugador Azul quita solo fichas azules y el jugador Rojo quita solo fichas rojas, siendo el ganador el último jugador en quitar una ficha. Obviamente, la victoria será para el jugador que comience con más fichas, o para el segundo jugador si el número de fichas rojas y azules es igual. Quitar una ficha de su propio color deja la posición un poco peor para el jugador que hizo el movimiento, ya que ese jugador ahora tiene menos fichas en la mesa. Por tanto, cada ficha representa un componente "frío" del juego.
Ahora considere una ficha púrpura especial con el número "100", que puede ser eliminada por cualquier jugador, quien luego reemplaza la ficha púrpura con 100 fichas de su propio color (en la notación de Conway, la ficha morada es el juego {100 | −100}.) La ficha morada es un componente "caliente", porque es muy ventajoso ser el jugador que quita la ficha morada. De hecho, si hay fichas moradas en la mesa, los jugadores preferirán eliminarlas primero, dejando las fichas rojas o azules para el final. En general, un jugador siempre preferirá moverse en un juego caliente en lugar de un juego frío, porque moverse en un juego caliente mejora su posición, mientras que moverse en un juego frío perjudica su posición.

## Temperatura
La temperatura de un juego es una medida de su valor para los dos jugadores. Una ficha púrpura "100" tiene una temperatura de 100 porque su valor para cada jugador es de 100 movimientos. En general, los jugadores preferirán moverse en el componente más caliente disponible. Por ejemplo, supongamos que hay una ficha morada "100" y también una ficha morada "1.000" que permite al jugador que la toma tirar 1000 fichas de su propio color en la mesa. Cada jugador preferirá quitar la ficha "1,000", con temperatura 1000 antes de la ficha "100", con temperatura 100.
Para tomar un ejemplo un poco más complicado, considere el juego {10 | 2} + {5 | −5}. {5 | −5} es una ficha que cualquier jugador puede reemplazar con 5 fichas de su propio color, y {10 | 2} es una ficha que el jugador Azul puede reemplazar con 10 fichas azules o el jugador Rojo puede reemplazar con 2 fichas azules.
La temperatura del componente {10 | 2} es ½ (10 - 2) = 4, mientras que la temperatura del componente {5 | −5} es 5. Esto sugiere que cada jugador debería preferir jugar en el {5 | - 5} componente. De hecho, el mejor primer movimiento para el jugador rojo es reemplazar {5 | −5} con −5, después de lo cual el jugador azul reemplaza {10 | 2} con 10, dejando un total de 5; si el jugador rojo se hubiera movido en el componente {10 | 2} más frío, la posición final habría sido 2 + 5 = 7, que es peor para el rojo. De manera similar, el mejor primer movimiento para el jugador Azul también está en el componente más activo, de {5 | -5} a 5, aunque moverse en el componente {10 | 2} produce más fichas azules en el corto plazo.

## Snort
En el juego de Snort, los jugadores Rojo y Azul se turnan para colorear los vértices de un gráfico, con la restricción de que dos vértices que están conectados por un borde no pueden tener un color diferente. Como de costumbre, el último jugador en hacer un movimiento legal es el ganador. Dado que los movimientos de un jugador mejoran su posición al reservar eficazmente los vértices adyacentes solo para él, las posiciones en Snort suelen ser calientes. Por el contrario, en el juego Col , estrechamente relacionado, donde los vértices adyacentes pueden no tener el mismo color, las posiciones suelen ser frías.

## Aplicaciones
La teoría de los juegos calientes ha encontrado alguna aplicación en el análisis de la estrategia de finales en go.